# Jamal Musiala
Jamal Musiala (sinh ngày 26 tháng 2 năm 2003) là một cầu thủ bóng đá chuyên nghiệp người Đức hiện đang thi đấu ở vị trí tiền vệ tấn công hoặc tiền vệ cánh cho câu lạc bộ Bundesliga Bayern München và đội tuyển bóng đá quốc gia Đức. Được đánh giá là một trong những cầu thủ xuất sắc nhất thế giới trong thế hệ của mình, anh được đặt biệt danh "Bambi" nhờ vào lối chơi giàu kỹ thuật, tốc độ và khả năng rê bóng thượng hạng.
Sinh ra ở Đức với cha là người Anh gốc Nigeria, mẹ là người Đức gốc Ba Lan và chủ yếu lớn lên ở Anh, Musiala đã đại diện cho cả Đức và Anh ở cấp độ trẻ, và cuối cùng cam kết trung thành với đội tuyển quốc gia Đức cho các trận đấu trong tương lai vào tháng 2 năm 2021, đại diện cho đội tại UEFA Euro 2020, FIFA World Cup 2022 và UEFA Euro 2024. Anh cũng là một trong sáu cầu thủ giành được Chiếc giày vàng tại giải đấu này.

## Thời niên thiếu
Musiala sinh ra tại Stuttgart, Đức, cha là người Yoruba Nigeria gốc Anh và mẹ là người Đức gốc Ba Lan. Musiala sau đó sống ở Fulda, Đức cho đến năm 7 tuổi. Sau đó anh chuyển đến sống ở Anh cùng gia đình, nơi anh đã trải qua phần lớn thời thơ ấu của mình. Anh học tiểu học tại Trường Corpus Christi ở New Malden và đại diện cho trường thay mặt cho một loạt các câu lạc bộ bóng đá địa phương, bao gồm Fulham, Brentford, và Wimbledon tại EFL Utilita Kids Cup, giành chiến thắng trong cuộc thi hai lần. Sau đó ở trung học, anh học tại trường Whitgift ở Croydon. Musiala ăn tập tại học viện bóng đá trẻ của Chelsea trong hầu hết những năm thời thơ ấu của mình. Ở tuổi 16, Musiala và mẹ anh trở về Đức vì lý do cá nhân và Brexit sắp xảy ra.

## Sự nghiệp đội bóng

### Bayern Munich

#### 2019–20: Mùa giải ra mắt
Vào tháng 7 năm 2019, ở tuổi 16, Musiala rời Chelsea để gia nhập câu lạc bộ Bundesliga FC Bayern München. Vào ngày 3 tháng 6 năm 2020, Musiala có trận đấu ra mắt chuyên nghiệp, vào sân thay người cho đội Bayern Munich II giành chiến thắng 3–2 trước Preußen Münster trong giải hạng 3 Đức. Vào ngày 20 tháng 6 năm 2020, anh có trận ra mắt giải Bundesliga đấu với Freiburg và trở thành cầu thủ trẻ nhất từng đấu cho Bayern München ở Bundesliga, lúc đó anh được 17 tuổi 115 ngày. Musiala là một phần của đội hình đã giành chức vô địch UEFA Champions League 2019–20, mặc dù anh không có bất kỳ lần ra sân nào trong giải đấu.

#### 2020–21: Sự đột phá ở đội một
Vào ngày 18 tháng 9 năm 2020, Musiala ghi bàn thắng đầu tiên ở Bundesliga trong chiến thắng 8–0 trước Schalke, trở thành cầu thủ ghi bàn trẻ nhất cho Bayern, 17 tuổi 205 ngày, phá kỷ lục trước đó của Roque Santa Cruz, 18 tuổi 12 ngày. Vào ngày 3 tháng 11, Musiala có trận ra mắt UEFA Champions League cho Bayern München khi vào sân thay cho Thomas Müller trong chiến thắng 6–2 trên sân khách trước Red Bull Salzburg. Vào ngày 1 tháng 12, anh được đá chính lần đầu tiên ở Champions League trong trận hòa 1-1 trên sân khách trước Atlético Madrid.  Vào ngày 23 tháng 2 năm 2021, Musiala ghi bàn đầu tiên tại Champions League trong chiến thắng 4–1 trên sân khách trước Lazio ở trận lượt đi vòng 16 đội, trở thành cầu thủ ghi bàn người Anh và Đức trẻ nhất của giải đấu. Anh cũng trở thành cầu thủ ghi bàn trẻ nhất của Bayern tại giải đấu châu Âu, ở tuổi 17 và 363 ngày, phá vỡ kỷ lục trước đó của Samuel Kuffour. Vào ngày 5 tháng 3, anh ký hợp đồng chuyên nghiệp đầu tiên với Bayern München kéo dài cho đến năm 2026. Ngày 14 tháng 4, Bayern của anh đã phải dừng bước trước PSG ở vòng tứ kết Champions League dù đã dành chiến thắng 1-0 trên sân nhà nhưng tỷ số chung cuộc cả hai lượt trận là 3-3 và PSG đi tiếp nhờ luật bàn thắng sân khách.

#### 2021–Hiện tại: Phát triển liên tục và quyết định danh hiệu Bundesliga
Vào ngày 25 tháng 8 năm 2021, Musiala ghi hai bàn thắng đầu tiên của mùa giải trong chiến thắng 12–0 trên sân khách tại DFB-Pokal trước Bremer SV. Ba ngày sau, anh ghi bàn thắng đầu tiên tại Bundesliga trong mùa giải trong chiến thắng 5–0 trên sân nhà trước Hertha BSC. Vào ngày 8 tháng 12 năm 2021, Musiala ghi bàn thắng đầu tiên tại Champions League trong mùa giải trong chiến thắng 3–0 trước Barcelona. Ngày 13 tháng 4, đội bóng của anh đã bất ngờ bị loại khỏi Champions League sau khi bị Villarreal cầm hoà 1–1 ngay trên sân nhà Allianz Arena, đồng thời tổng tỷ số hai lượt là 2–1 nghiêng về phía đối thủ. Vào ngày 23 tháng 4 năm 2022, pha lập công của Musiala đã ấn định chức vô địch Bundesliga trong chiến thắng 3–1 trước Borussia Dortmund tại Der Klassiker, mang về cho Bayern danh hiệu Bundesliga thứ mười liên tiếp.

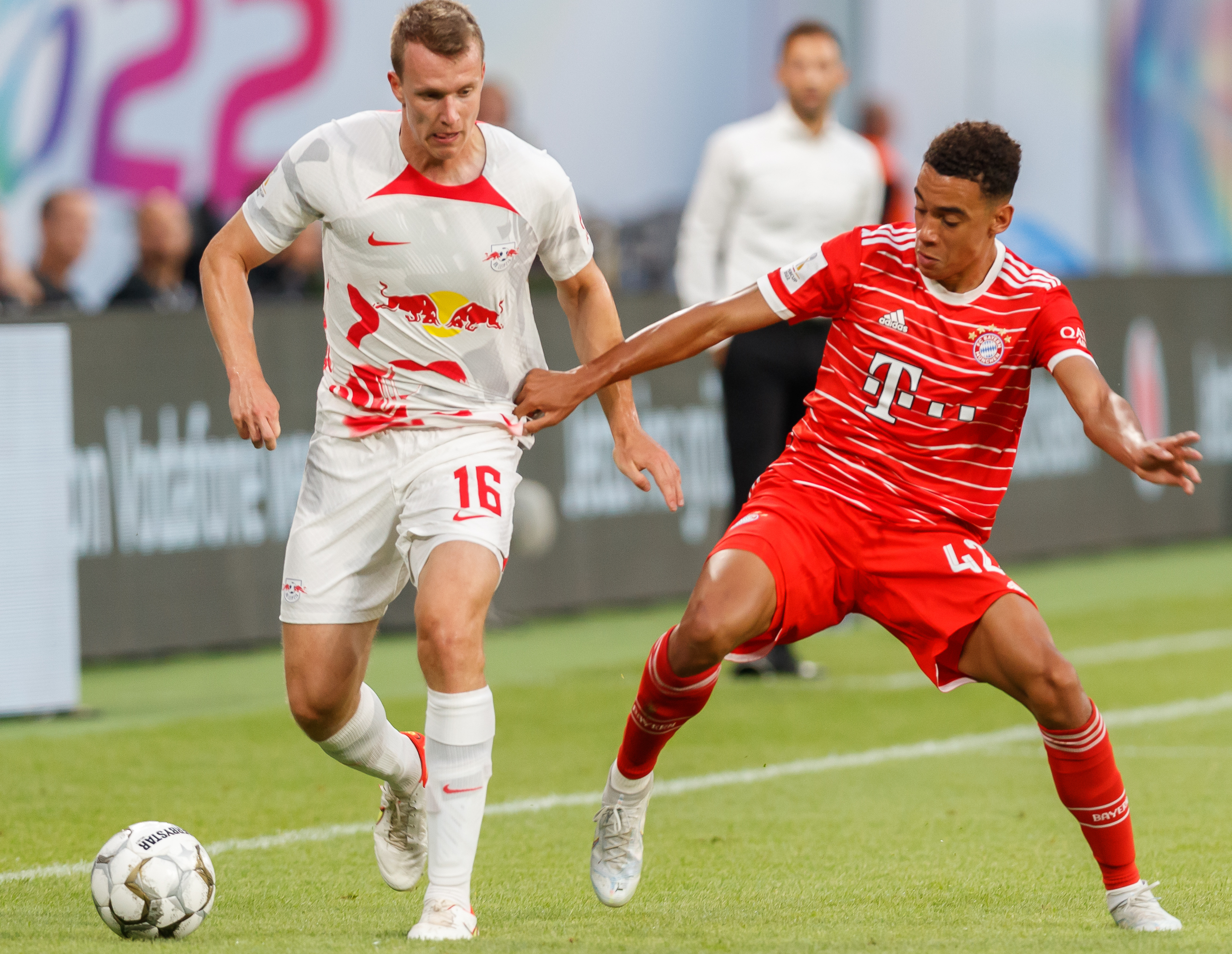
Musiala trong màu áo Bayern đối đầu với Lukas Klostermann của Leipzig năm 2022

Bayern Munich của anh đã có một mùa giải 2022–23 đầy bất thường khi ở giải quốc nội phải vào thế rượt đuổi chức vô địch với đại kình địch Borussia Dortmund, và ở Champions League đã bị Manchester City loại ngay vòng tứ kết với tỷ số chung cuộc cả 2 lượt trận là 4–1, nhưng cá nhân anh lại có màn trình diễn vô cùng ấn tượng và xuất sắc khi liên tục ghi bàn và tạo ra nhiều cơ hội ăn bàn cho đồng đội.  Vào ngày 27 tháng 5 năm 2023, Musiala đã ghi bàn thắng quyết định ở phút thứ 89 trong chiến thắng 2–1 trên sân khách trước FC Köln. Bàn thắng này đã mang về danh hiệu vô địch giải đấu thứ 11 liên tiếp cho câu lạc bộ của anh một lần nữa trước đối thủ Dortmund về hiệu số bàn thắng bại. Hơn nữa, anh đã kết thúc mùa giải với tư cách là cầu thủ ghi nhiều bàn thắng thứ hai của Bayern tại giải đấu với 12 bàn thắng, sau Serge Gnabry, đồng thời anh cũng được bình chọn là cầu thủ xuất sắc nhất của câu lạc bộ trong mùa giải 22–23 với tổng 15 bàn thắng và 10 đường kiến tạo trên mọi đấu trường.
Trong mùa giải 2023–24, anh ghi được 13 bàn thắng trên mọi đấu trường, bao gồm 10 bàn thắng ở Bundesliga, kết thúc mùa giải với tư cách là cầu thủ ghi nhiều bàn thắng thứ hai cho câu lạc bộ của mình sau Harry Kane, dù trải qua một mùa giải không có một danh hiệu nào vì ở giải quốc nội đã mất danh hiệu vô địch vào tay Leverkusen và bị loại ngay vòng bán kết Champions League trước Real Madrid.

## Sự nghiệp quốc tế
Musiala dù có đủ điều kiện để chơi cho Nigeria thông qua quốc tịch của cha mình, đã thi đấu cho cả Anh và Đức ở cấp độ đội trẻ quốc tế.

### Cấp độ trẻ

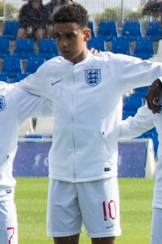
Musiala với Anh năm 2019

Vào tháng 11 năm 2020, Musiala lần đầu tiên được gọi lên đội tuyển U-21 quốc gia Anh khi mới 17 tuổi, để tham dự các trận đấu vòng loại giải vô địch bóng đá U-21 châu Âu. Anh có trận ra mắt đội tuyển Anh U21 với tư cách là cầu thủ vào sân từ ghế dự bị trong chiến thắng 3-1 trước Andorra tại Sân vận động Molineux vào ngày 13 tháng 11 năm 2020. Anh ghi bàn thắng đầu tiên giải vô địch bóng đá U-21 châu Âu trong trận chiến thắng 5–0 trước đội tuyển Albania cũng tại Molineux vào ngày 17 tháng 11 năm 2020. Sau khi chọn đấu cho đội tuyển U-21 của Anh, hiệp hội bóng đá Đức cho biết họ đã ngừng theo đuổi để thuyết phục Musiala thi đấu cho đội tuyển nước mình. Huấn luyện viên đội trẻ tuổi Meikel Schonweitz nhận định: "Anh ấy qua đó cho chúng tôi thấy rõ ràng rằng anh ấy hiện đang xem tương lai của mình là được thi đấu cho các đội tuyển quốc gia Anh. Chúng tôi chấp nhận quyết định của Musiala và chúc anh ấy mọi điều tốt đẹp nhất cho sự nghiệp thể thao của mình." Musiala trước đó đã biểu lộ rằng anh ấy cảm thấy thoải mái hơn khi chơi cho đội tuyển Anh ở cấp độ trẻ hơn là cho Đức, vì khi anh còn nhỏ anh là cầu thủ bóng đá ở Chelsea cùng với các cầu thủ Anh khác, trong khi ở Đức, anh không quen biết bất kỳ cầu thủ nào khác.

### Cấp độ chuyên nghiệp
Vào ngày 24 tháng 2 năm 2021, Musiala thông báo rằng anh đã quyết định đại diện cho quốc gia nơi mình sinh ra, Đức, để tham dự các trận đấu quốc tế. Sau đó, anh lần đầu tiên được gọi lên đội tuyển Quốc gia cho vòng loại FIFA World Cup 2022 vào tháng 3 năm 2021, thi đâu trận đấu đầu tiên cho đội tuyển Đức vào ngày 25 tháng 3 năm 2021 với tư cách là cầu thủ dự bị vào sân ở phút thứ 79 trong trận thắng 3–0 trước Iceland.

#### Euro 2020
Vào ngày 19 tháng 5 năm 2021, anh được chọn vào đội tuyển tham dự UEFA Euro 2020. Vào ngày 23 tháng 6 năm 2021, anh trở thành cầu thủ Đức trẻ nhất góp mặt trong một giải đấu lớn cho đội tuyển quốc gia Đức trong trận hòa 2–2 với Hungary, ở tuổi 18 và 117 ngày. Trong trận đấu, Musiala đã kiến tạo cho bàn gỡ hòa muộn của Leon Goretzka đưa Đức vào vòng 16 đội. Anh được đưa vào sân thay người trong trận đấu vòng 16 đội với Anh. Nhưng trận đấu đó khi tỷ số đang là 1–0 cho đội tuyển Anh ngay phút 81', Thomas Müller đã bỏ lỡ cơ hội ngon ăn trong lúc đối mặt thủ môn Jordan Pickford khiến Đức thua đầy cay đắng và phải dừng bước tại giải đấu này với tỷ số 2–0 cho đội tuyển Anh.

#### Vòng loại World Cup 2022
Vào ngày 11 tháng 10 năm 2021, Musiala ghi bàn thắng quốc tế đầu tiên trong chiến thắng 4–0 trước Bắc Macedonia, trở thành cầu thủ trẻ thứ hai ghi bàn cho đội tuyển quốc gia Đức, ở tuổi 18 và 227 ngày, chỉ sau Marius Hiller, ở tuổi 17 và 241 ngày, vào năm 1910.

#### World Cup 2022

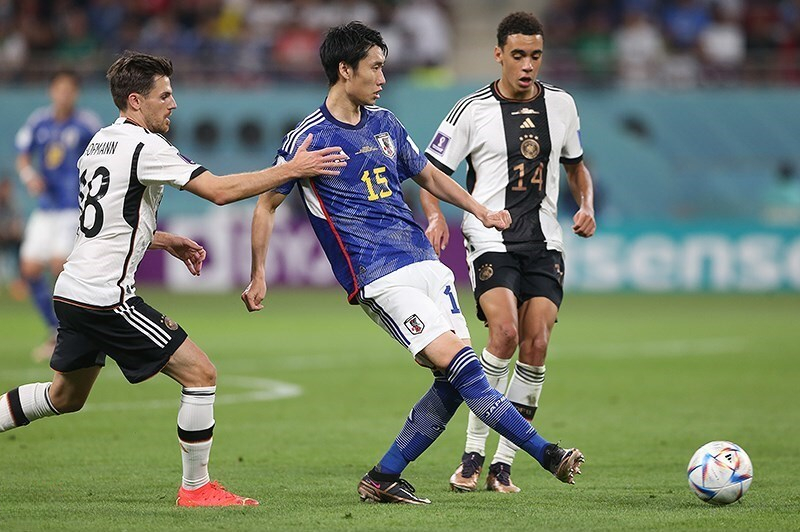
Musiala (phải) thi đấu cho trong trận đấu gặp tại vòng bảng Giải vô địch bóng đá thế giới 2022

Vào ngày 10 tháng 11 năm 2022, Musiala được triệu tập tham dự FIFA World Cup 2022 tại Qatar. Vào ngày 23 tháng 11, anh ra mắt World Cup bằng trận ra quân gặp Nhật Bản, trận đấu mà cả đội đã thua cuộc với tỷ số 1–2,  nhưng cá nhân anh đã trở thành cầu thủ tuổi teen đầu tiên của Đức góp mặt trong giải đấu kể từ năm 1958 và là cầu thủ Đức trẻ thứ tư, 19 tuổi và 270 ngày, trong tất cả các lần tham dự World Cup, chỉ sau: Karl-Heinz Schnellinger, Leopold Neumer và Edmund Conen. Trong cùng trận đấu, Youssoufa Moukoko được thay vào phút thứ 90, trở thành cầu thủ trẻ nhất từ trước đến nay, và Musiala sau đó trở thành cầu thủ thứ năm. Anh cũng được ra sân trong trận đấu tiếp theo gặp Tây Ban Nha ở vòng bảng, nơi mà đội tuyển của anh có trận hoà 1–1 và có khả năng bị loại ngay từ vòng bảng khi đội tuyển nào cũng có thể đi tiếp và đội tuyển của anh chỉ mới có duy nhất 1 điểm. Vào ngày 1 tháng 12, anh ấy đã hoàn thành 13 lần rê bóng, kém hai lần so với kỷ lục 15 lần rê bóng của Jay-Jay Okocha vào năm 1994, trong chiến thắng 4–2 trước Costa Rica. Tuy anh đã có màn trình diễn tuyệt vời và gây nhiều ấn tượng nhưng Đức đã bị loại khỏi vòng bảng khi họ đứng thứ ba trong bảng đấu của mình mặc dù bằng điểm Tây Ban Nha trong khi cả hai đều có 4 điểm nhưng Đức lại thua về chỉ số phụ, đây cũng là lần thứ hai liên tiếp đội tuyển của anh phải dừng bước ở vòng bảng World Cup sau 2018.

#### Euro 2024
Vào ngày 7 tháng 6 năm 2024, Musiala được điền tên vào đội hình của Đức tham dự UEFA Euro 2024. Vào ngày 14 tháng 6, anh được trao giải Cầu thủ xuất sắc nhất trận trong trận mở màn gặp Scotland, nơi anh ghi bàn trong chiến thắng 5–1, trở thành cầu thủ Đức trẻ thứ hai ghi bàn trong giải đấu, hơn đồng đội Florian Wirtz 67 ngày. Ngày 19 tháng 6, anh ghi bàn thắng mở tỷ số trong chiến thắng 2–0 trước Hungary, đồng thời giúp đội tuyển của anh vượt qua vòng bảng sớm hơn một trận.  Đội tuyển của anh đã vượt qua vòng bảng với 7 điểm khi đứng ở vị trí nhất bảng sau trận hoà 1–1 với Thụy Sĩ và gặp Đan Mạch ở vòng 16 đội. Anh ghi bàn ở phút thứ 68 cho Đức trong trận đấu với Đan Mạch trong chiến thắng 2–0 ở vòng 16 đội vào ngày 29 tháng 6 giúp cả đội tiến vào vòng tứ kết và đây cũng là bàn thắng thứ 3 của anh ở giải đấu này. Ngày 5 tháng 7, đội tuyển của anh đã dừng bước ở vòng tứ kết sau thất bại 1–2 trước Tây Ban Nha. Dù phải dừng bước ở vòng tứ kết nhưng với 3 bàn thắng ghi được anh đã được trao Chiếc giày vàng cho vị trí vua phá lưới của giải đấu chia đều cùng với 6 cầu thủ, đồng thời được điền tên vào đội hình xuất sắc nhất giải.

## Phong cách thi đấu
Là một cầu thủ đa năng, Musiala chơi ở cả hai cánh và ở mọi vị trí của hàng tiền vệ. Theo Hansi Flick, người đã cho Musiala ra mắt tại FC Bayern Munich: "Cậu ấy có con mắt và cảm giác tuyệt vời trong việc lựa chọn không gian phù hợp. Cậu ấy rất tự tin với quả bóng và có thể chơi tốt giữa các tuyến."

## Thống kê sự nghiệp

### Câu lạc bộ
Tính đến ngày 17 tháng 8 năm 2024
| Câu lạc bộ          | Mùa giải            | Giải đấu            | Giải đấu | Giải đấu | Cúp Quốc gia | Cúp Quốc gia | Châu Âu | Châu Âu | Khác | Khác | Tổng cộng | Tổng cộng |
| Câu lạc bộ          | Mùa giải            | Hạng đấu            | Trận     | Bàn      | Trận         | Bàn          | Trận    | Bàn     | Trận | Bàn  | Trận      | Bàn       |
| ------------------- | ------------------- | ------------------- | -------- | -------- | ------------ | ------------ | ------- | ------- | ---- | ---- | --------- | --------- |
| Bayern Munich II    | 2019–20             | 3. Liga             | 8        | 2        | —            | —            | —       | —       | —    | —    | 8         | 2         |
| Bayern Munich II    | 2020–21             | 3. Liga             | 2        | 0        | —            | —            | —       | —       | —    | —    | 2         | 0         |
| Bayern Munich II    | Tổng cộng           | Tổng cộng           | 10       | 2        | —            | —            | —       | —       | —    | —    | 10        | 2         |
| Bayern Munich       | 2019–20             | Bundesliga          | 1        | 0        | 0            | 0            | 0       | 0       | 0    | 0    | 1         | 0         |
| Bayern Munich       | 2020–21             | Bundesliga          | 26       | 6        | 2            | 0            | 6       | 1       | 3    | 0    | 37        | 7         |
| Bayern Munich       | 2021–22             | Bundesliga          | 30       | 5        | 1            | 2            | 8       | 1       | 1    | 0    | 40        | 8         |
| Bayern Munich       | 2022–23             | Bundesliga          | 33       | 12       | 4            | 3            | 9       | 0       | 1    | 1    | 47        | 16        |
| Bayern Munich       | 2023–24             | Bundesliga          | 24       | 10       | 2            | 0            | 11      | 2       | 1    | 0    | 38        | 12        |
| Bayern Munich       | 2024–25             | Bundesliga          | 0        | 0        | 1            | 0            | 0       | 0       | —    | —    | 0         | 0         |
| Bayern Munich       | Tổng cộng           | Tổng cộng           | 114      | 33       | 10           | 5            | 34      | 4       | 6    | 1    | 164       | 43        |
| Tổng cộng sự nghiệp | Tổng cộng sự nghiệp | Tổng cộng sự nghiệp | 124      | 35       | 10           | 5            | 34      | 4       | 6    | 1    | 174       | 45        |

1. 1 2 3 4 5 6  Ra sân tại DFB-Pokal
2. 1 2 3 4 5  Ra sân tại UEFA Champions League
3. ↑  1 lần ra sân tại DFL-Supercup, 2 lần ra sân tại FIFA Club World Cup
4. 1 2 3  Ra sân tại DFL-Supercup

### Quốc tế
Tính đến ngày 5 tháng 7 năm 2024
| Đội tuyển quốc gia | Năm  | Trận | Bàn |
| ------------------ | ---- | ---- | --- |
| Đức                | 2021 | 9    | 1   |
| Đức                | 2022 | 11   | 0   |
| Đức                | 2023 | 5    | 1   |
| Đức                | 2024 | 9    | 3   |
| Tổng               | Tổng | 34   | 5   |

Thống kê đến ngày ngày 19 tháng 6 năm 2024. Tỷ số của Đức được liệt kê đầu tiên, cột điểm cho biết điểm số sau mỗi bàn thắng của Musiala.
| # | Ngày                 | Địa điểm                                            | Đối thủ       | Bàn thắng | Kết quả | Giải đấu                      |
| - | -------------------- | --------------------------------------------------- | ------------- | --------- | ------- | ----------------------------- |
| 1 | 11 tháng 10 năm 2021 | Toše Proeski Arena, Skopje, Bắc Macedonia           | Bắc Macedonia | 4–0       | 4–0     | Vòng loại FIFA World Cup 2022 |
| 2 | 14 tháng 10 năm 2023 | Sân vận động Pratt & Whitney, East Hartford, Hoa Kỳ | Hoa Kỳ        | 3–1       | 3–1     | Giao hữu                      |
| 3 | 14 tháng 6 năm 2024  | Allianz Arena, Munich, Đức                          | Scotland      | 2–0       | 5–1     | UEFA Euro 2024                |
| 4 | 19 tháng 6 năm 2024  | MHPArena, Stuttgart, Đức                            | Hungary       | 1–0       | 2–0     | UEFA Euro 2024                |
| 5 | 29 tháng 6 năm 2024  | Westfalenstadion, Dortmund, Đức                     | Đan Mạch      | 2–0       | 2–0     | UEFA Euro 2024                |

## Danh hiệu

### Câu lạc bộ

#### FC Bayern München II
- Hạng 3 Đức: 2019–20

#### FC Bayern München

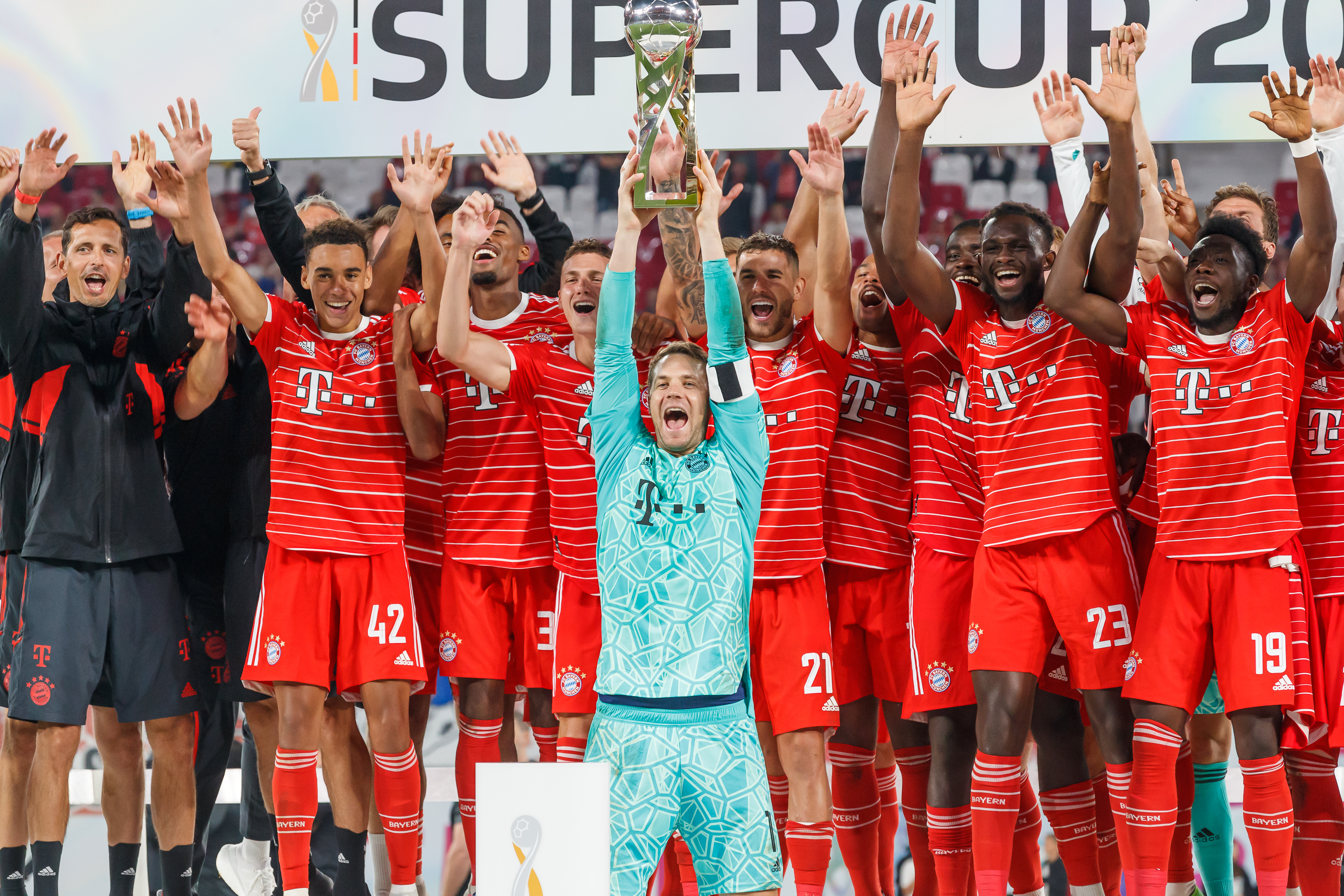
Musiala (thứ 2, từ trái sang phải) ăn mừng chức vô địch Siêu cúp bóng đá Đức 2022 cùng Bayern Munich năm 2022

- Bundesliga: 2020–21,[92] 2021–22[93], 2022–23, 2024-2025
- DFL-Supercup: 2020,[94] 2021,[95] 2022
- UEFA Champions League: 2019-20
- UEFA Super Cup: 2020[96]
- FIFA Club World Cup: 2020[97]

### Cá nhân
- Cầu thủ trẻ nam (U-20) thế giới của IFFHS: 2021,[98] 2022,[99] 2023[100]
- Tân binh xuất sắc nhất tháng của Bundesliga: tháng 4 năm 2021[101]
- Bàn thắng đẹp nhất tháng của Bundesliga: tháng 3 năm 2024[102]
- Đội hình xuất sắc nhất của Bundesliga: 2022–23,[103] 2023–24[104]
- Đội hình xuất sắc nhất Bundesliga của kicker: 2021–22,[105] 2022–23[106]
- Đội hình tiêu biểu của mùa giải Bundesliga VDV: 2022–23,[107] 2023–24[108]
- Cầu thủ xuất sắc nhất năm của Đức: 2022[109]
- Á quân Cúp Kopa: 2023
- Vua phá lưới Giải vô địch bóng đá châu Âu: 2024 (chia sẻ cùng 6 cầu thủ)[110]
- Đội hình tiêu biểu của Giải vô địch bóng đá châu Âu: 2024[111]